# Severinești, Mehedinți
Severinești este un sat în comuna Căzănești din județul Mehedinți, Oltenia, România.